# Историја Вијетнама
Историја Вијентама према легендама почиње пре више од 4.000 година. Међутим, једини поуздани извори показују да историја Вијетнама почиње пре отприлике 2.700 година. Највећи део периода од 111. п. н. е. до почетка 10. века, Вијетнам је био под директном контролом кинеских династија. Вијетнам је поново стекао аутономију почетком 10. века, а пуну независност 938. И док је већи део своје историје Вијетнам био вазал суседне Кине, касније је одбијао узастопне кинеске покушаје да стави ову територију под своју контролу. Вијетнам је чак успео да одбије три инвазије Монгола током династије Јуан, када је Кина била под влашћу Монгола. Међутим, тадашњи краљ Тран Нан Тонг је дипломатским путем ипак постао вазал Јуан да би избегао даље сукобе. Период независности је кратко прекинут у другој половини 19. века, када је Француска колонизовала Вијетнам. Током Другог светског рата, Јапан је истерао Француску из Вијетнама, али је задржао француске управнике током своје окупације. Након рата Француска је покушала да поново успостави своју колонијалну власт, али на крају није успела. Женевским преговорима држава је подељена на два дела уз обећање да ће се након демократских избора поново ујединити држава.
Међуим, подела је уместо мирног уједињења довела до Вијентамског рата, који се у зависности од гледишта сматра грађанским ратом или још једним бојиштем тадашњег Хладног рата. Током тог периода, Северни Вијетнам су подржавали Кина и СССР, док је Јужни Вијетнам имао подршку САД. Након милонских жртава и повлачења САД из Вијетнама 1973, рат се окончао падом Сајгона под власт Северног Вијетнама априла 1975. Уједињени Вијетнам је преживео унутрашње репресије и био је изолован од међународне заједнице због инвазије Вијетнама на Камбоџу. Године 1986. Комунистичка партија Вијетнама је променила своју економску политику и почела реформе сличним онима у Кини.

## Праисторијски период
Холоценски Вијетнам је почео током периода касног плеистоцена. Рано анатомски модерно људско насеље у континенталној југоисточној Азији датира пре 65.000 година. Вероватно су најистакнутији ловци-сакупљачи били Хоабинијанци, велика група која се постепено населила широм југоисточне Азије, највероватније сродна савременим људима Мунда (људи који говоре Мундари) и Малезијским Аустроазијатима.
Иако су прави првобитни становници Вијетнама били Хоабинхијанци, они су наравно били замењени и апсорбовани становништвом источноевроазијског изгледа и експанзијом прелиминарних аустроазијских и аустронезијских језика, иако лингвистички подаци нису у потпуности повезани са генетским. Касније се тај тренд наставио са експанзијом становништва које говоре тибето-бурмански и кра-даи, као и новијим заједницама које говоре Хмонг-мјен. Све модерне етничке групе Вијетнама тако поседују различите односе генетске мешавине између источноевроазијских и хоабинхијских група.
Народ Чам, који се више од хиљаду година настанио у контролисаном и цивилизованом данашњем централном и јужном приморском Вијетнаму око 2. века нове ере, је аустронезијског порекла. Најјужнији сектор модерног Вијетнама, делта Меконга и њена околина су до 18. века имали интегрални, али променљиви значај у оквиру аустроазијских прото-Кмера – и кмерских кнежевина као што су Фунан, Ченла, Кмерско царство и Кмерско краљевство.
Смештен на југоисточној ивици монсунске Азије, већи део древног Вијетнама уживао је у комбинацији великих падавина, влажности, топлоте, повољних ветрова и плодног тла. Ови природни извори су комбиновани да би створили необично плодан раст пиринча и других биљака и дивљих животиња. Пољопривредна села овог региона држала су преко 90 одсто становништва. Велика количина воде у кишној сезони захтевала је од сељана да концентришу свој рад на управљање поплавама, пресађивање пиринча и бербу. Ове активности су произвеле кохезиван сеоски живот са религијом у којој је једна од основних вредности била жеља да се живи у складу са природом и другим људима. Начин живота, усредсређен на хармонију, одликовао је многе пријатне аспекте које су људи волели, а типично је да им није било потребно много материјалних ствари, уживање у музици и поезији и живот у складу са природом.
Риболов и лов допуњавали су главни усев пиринча. Врхови стрела и копља били су умочени у отров да би се убиле веће животиње као што су слонови. Бетел ораси су се нашироко жвакали, а нижи слојеви ретко су носили већу одећу од бедрене врпце. Сваког пролећа одржавао се фестивал плодности који је представљао велике забаве и сексуално напуштање. Од око 2000. године пре нове ере, камени ручни алати и оружје су се изузетно побољшали и по количини и по разноврсности. Након овога, Вијетнам је касније постао део поморског пута жада, који је постојао 3.000 година између 2000. п. н. е. и 1000. године нове ере. Грнчарија је достигла виши ниво технике и стила украшавања. Рана пољопривредна мултијезичка друштва у Вијетнаму су углавном били култиватори мокрог пиринча Ориза, који је постао главна храна у њиховој исхрани. У каснијој фази прве половине 2. миленијума пре нове ере дошло је до прве појаве бронзаних оруђа, иако су ова оруђа још увек ретка. Око 1000. године пре нове ере, бронза је заменила камен за око 40 процената алата и оружја са ивицама, попевши се на око 60 процената. Овде није било само бронзаног оружја, секира и личних украса, већ и српова и других пољопривредних алата. Пред затварање бронзаног доба, бронза чини више од 90 одсто оруђа и оружја, а постоје изузетно екстравагантни гробови – места сахрањивања моћних поглавица – који садрже неколико стотина ритуалних и личних бронзаних артефаката, као што су музички инструменти, ведра кутлаче у облику и украсни бодежи. После 1000 година пре нове ере, стари народи Вијетнама постали су вешти пољопривредници док су узгајали пиринач и држали биволе и свиње. Они су такође били вешти рибари и смели морнари, чији су дуги ископани кануи прелазили источно море.

## Антички период (око 500–111. п. н. е.)

### Култура Ђонг Сон и легенда о династији Хонг Банг
Према вијетнамској легенди која се први пут појавила у књизи из 14. века „Избор чудних прича у Лин Наму”, племенски поглавица Лок Тук (око 2919 – 2794. п. н. е.) прогласио се као Кин Дуонг Вуонг и основао државу Сич Куј 2879 п. н. е, почетак периода династије Хонг Банг. Међутим, савремени вијетнамски историчари претпостављају да је државност настала тек у делти Црвене реке у другој половини 1. миленијума пре нове ере. Кин Дуонг Вуонга је наследио Сунг Лам (око 2825. п. н. е. – ?). Следећа краљевска династија дала је 18 монарха, познатих као краљеви Хунг, који су своју земљу преименовали у Ван Ланг. Административни систем укључивао је канцеларије попут војног начелника (лац туонг), паладина (лац хау) и мандарина (бо чин). Велики број металног оружја и алата ископаних на различитим локалитетима културе Фунг Нгујен у северној Индокини повезани су са почетком бакарног доба у југоисточној Азији. Штавише, почетак бронзаног доба је потврђен за око 500 година пре нове ере у Донг Сону. Вијетнамски историчари обично приписују културу Донг Сон краљевствима Ван Ланга, Ау Лац и династије Хонг Банг. Локална заједница Лац Вијет развила је веома софистицирану индустрију квалитетне производње бронзе, обраде и производње алата, оружја и изузетних бронзаних бубњева. Свакако од симболичне вредности, требало је да се користе у верске или церемонијалне сврхе. Мајстори ових предмета захтевали су истанчане вештине у техници топљења, у техници ливења воска и стекли мајсторске вештине композиције и извођења за сложене гравуре.
Легенда о Тан Ђонгу говори о младићу, који води краљевство Ван Ланга до победе против Ан освајача са севера, спашава земљу и одлази право у рај. Носи гвоздени оклоп, јаше оклопног коња и рукује гвозденим мачем. Слика имплицира друштво одређене софистицираности у металургији, као и Легенда о магичном самострелу Ан Дуонг Вуонга, оружје које може истовремено испалити хиљаде вијака, чини се да наговештава екстензивну употребу стреличарства у рату. Око 1.000 традиционалних занатских села у делти реке Хонг у близини и око Ханоја представљало је током више од 2.000 година вијетнамске историје националну индустријску и економску кичму. Безбројни, углавном мали породични произвођачи су током векова очували своје етничке идеје тако што су производили високо софистицирану робу, градили храмове и посвећене церемоније и фестивале у непрекинутој култури поштовања ових легендарних популарних духова.

### Краљевство Ау Лак (257–179. п. н. е.)
До 3. века пре нове ере, друга Вијет група, Ау Вијет, емигрирала је из данашње јужне Кине у делту реке Хонг и помешала се са домородачким становништвом Ван Ланга. Године 257. п. н. е, ново краљевство, Ау Лак, појавило се као унија Ау Виет и Лак Виет, са Тук Фаном који се прогласио „Ан Дуонг Вуонг“ („Краљ Ан Дуонг“). Неки савремени Вијетнамци верују да је Тук Фан дошао на територију Ау Вијет (данашњи најсјевернији Вијетнам, западни Гуангдонг и јужна провинција Гуангси, са главним градом у данашњој провинцији Као Банг).
Након што је окупио војску, поразио је и збацио осамнаесту династију краљева Хунг, око 258. п. н. е. Затим је преименовао своју новостечену државу из Ван Ланга у Ау Лак и успоставио нову престоницу у Фонг Хјеу у данашњем граду Фу То у северном Вијетнаму, где је покушао да изгради цитаделу Ко Лоа (Ко Лоа Тан), спиралну тврђаву отприлике десет миља северно од те нове престонице. Међутим, записи су показали да је шпијунажа довела до пада Ан Дуонг Вуонга. У свом главном граду, Ко Лоа, изградио је многе концентричне зидове око града у одбрамбене сврхе. Ови зидови, заједно са вештим стреличарима Ау Лака, чували су престоницу од освајача.

### Нањуе (180. п. н. е.–111. п. н. е.)
Године 207. п. н. е, бивши генерал Ћина Џао Туо (Чијеу Ђа на вијетнамском) успоставио је независно краљевство у данашњем подручју Гуангдонг/Гуангси на јужној обали Кине. Он је прогласио своје ново краљевство као Намвијет (Нањуе), којим ће владати династија Џао. Џао Туо је касније себе именовао за команданта централног Гуангдонга, затварајући границе и освајајући суседне округе и титулио се „краљ Нањуеа“. Године 179. п. н. е, победио је краља Ан Дуонг Вуонга и анектирао Ау Лак.
Вијетнамски историчари су о том периоду дали неке контроверзне закључке, јер неки сматрају Џаову владавину почетном тачком кинеске доминације, пошто је Џао Туо био бивши Ћин генерал; док други сматрају да је то још увек доба вијетнамске независности јер је породица Џао у Нањуеу асимилирана у локалну културу. Владали су независно од онога што је тада чинило Хан царство. У једном тренутку, Џао Туо се чак прогласио царем, једнако као и цар Хана на северу.

## Кинеска владавина (111. п.н.е – 938. н.е.)

### Прва кинеска доминација (111. п. н. е. – 40. не)
111. п. н. е, династија Хан је извршила инвазију на Нањуе и успоставила нове територије, поделивши Вијетнам на Ђаоџи, сада делту Црвене реке; Чу Чан од данашњег Тан Хоа до Ха Тиња; и Њат Нам, од данашњег Кванг Биња до Хуеа. Док су гувернери и највиши званичници били Кинези, првобитни вијетнамски племићи (Лак Хау, Лак Чонг) из периода Хонг Банг и даље су управљали неким висоравнима. Током овог периода, будизам је у Вијетнам уведен из Индије преко поморског пута свиле, док су се таоизам и конфучијанизам проширили у Вијетнам путем кинеских правила.

### Побуна сестара Чунг (40–43)
У фебруару нове ере 40. године, сестре Чунг су повеле успешну побуну против гувернера Хан Су Динга (вијетнамски: То Дињ) и поново заузеле 65 држава (укључујући савремени Гуангси). Чунг Чак, љута због убиства њеног мужа од стране Су Дунга, предводила је побуну заједно са својом сестром Чунг Њи.  Чунг Чак је касније постала краљица (Чунг Ну Вуонг). 43. године нове ере, цар Гуангву од Хана послао је свог чувеног генерала Ма Јуана (вијетнамски: Ма Вјен) са великом војском да угуши побуну. После дуге, тешке кампање, Ма Јуан је угушио устанак, а сестре Чунг су извршиле самоубиство да би избегле заробљавање. До данас се у Вијетнаму сестре Чунг поштују као национални симбол вијетнамских жена.

### Друга кинеска доминација (43–544)
Научивши поуку из побуне сестара Чунг, Хан и друге успешне кинеске династије предузеле су мере да елиминишу моћ вијетнамских племића. Вијетнамске елите биле су образоване у кинеској култури и политици. Префект Ђао Чија, Ши Сје, владао је Вијетнамом као аутономни војсковођа 40 година и постхумно је проглашен за божанство од стране каснијих вијетнамских монарха. Ши Сје се заклео на лојалност источном Вуу из доба Кине Три краљевства. Источни Ву је био формативни период у вијетнамској историји. Према Стивену О'Хероуу, Ши Сје је у суштини био „први Вијетнамац“. Прошло је скоро 200 година пре него што су Вијетнамци покушали још једну побуну. Године 248. жена Јуе, Чијеу Ти Чин са својим братом Чикеу Куок Ђат, популарно позната као Лејди Чијеу (Ба Чијеу), повела је побуну против династије Ву. Поново је устанак пропао. Источни Ву је послао Лу Ђина и 8.000 елитних војника да сузбију побуњенике. Комбинацијом претњи и убеђивања успео је да смири побуњенике. Према списима Комплетни анали Дај Вијета, дама Чијеу је имала дугу косу која јој је сезала до рамена и јахала је у битку на слону. После неколико месеци ратовања поражена је и извршила самоубиство.

### Рана чамска краљевства (192–7. век)
У исто време, у данашњем централном Вијетнаму, дошло је до успешне побуне чамских народа 192. године. Кинеске династије су је звале Лин-Ји (село Лин; вијетнамски: Лам Ап). Касније је прерасла у моћно краљевство, Чампа, које се протезало од Кванг Биња до Фан Тјета (Бињ Туан). Чами су развили први изворни систем писања у југоисточној Азији, најстарију преживелу литературу било ког језика југоисточне Азије, која је била предводница будистичке, хиндуистичке и културне експертизе у региону.

### Краљевство Фунан (68–627)
У раном 1. веку нове ере, на доњем Меконгу, појавило се прво индијско краљевство југоисточне Азије које су Кинези звали Фунан и постало је велика економска сила у региону, његов главни град Ок Ео привукао је трговце и занатлије из Кине, Индије, па чак и Рима. Прва владарка Фунана, краљица Љује, удала се за Каундињу I, човека са запада са магичним луком. Каундиња је тада постао владар Фунана. За Фунан се каже да је прва кмерска држава, или аустронезијска, или мултиетничка. Према кинеским аналима, последњи краљ Фунана, Рудраварман (владао 514–545) послао је многе амбасаде у Кину. Такође, према кинеским аналима, краљевство Фунан је могло бити освојено од стране другог краљевства званог Џенла око 627. године нове ере, чиме је било окончано.

### Краљевство Ван Сјуан (544–602)
У периоду између почетка кинеског доба фрагментације и краја династије Танг догодило се неколико побуна против кинеске власти, попут оних Ли Бона и његовог генерала и наследника Чјеу Куанг Фука. Сви они су на крају доживели неуспех, али су најистакнутији били они које су предводили Ли Бон и Чјеу Куанг Фук, који су владали накратко независним краљевством Ван Сјуан скоро пола века, од 544. до 602. године, пре него што је кинеска династија Суеј поново освојила краљевство.

### Златно доба чамске цивилизације и ратови са Ангкорским царством (7. век–1203)
Чамско краљевство Лам Ап, са главним градом у Симхапури, постало је просперитетно захваљујући користи од древних поморских трговачких путева од Блиског истока до Кине. Богати слојеви становника Лам Апа привукли су пажњу Кинеског царства. Године 605, цар Јанг Гуанг из династије Суеј наредио је генералу Љу Фангу, који је управо поново освојио и пацификовао северни Вијетнам, да изврши инвазију на Лам Ап. Краљевство је брзо савладано од стране освајача који су опљачкали и опљачкали чамска светилишта. Упркос томе, краљ Самбхуварман од Лам Апа (владао 572–629) брзо је поново потврдио своју независност, започевши уједињени период Чампе 629. године.
Од 7. до 10. века, Чами су контролисали трговину зачинима и свилом између Кине, Индије, индонежанских острва и Абасидског царства у Багдаду. Своје приходе са трговачких путева допуњавали су не само извозом слоноваче и алоје, већ и бавећи се гусарством и пљачкањем. Овај период просперитета и културног процвата често се назива златним добом Чампе.
Године 875, нови будистички монарх Махаиане по имену Индраварман  (владао 854–893) основао је нову династију са будизмом као државном религијом. Индраварман II је изградио нови главни град у Индрапури (данашњи Кванг Нам) и велики будистички храм у Донг Дуонгу. Династија Индравармана II наставила је да влада све до касног 10. века, када је током вијетнамске инвазије 982. године убијен владајући краљ Џаја Парамесвараварман  (владао 972–982). Вијетнамски узурпатор по имену Лу Ке Тонг искористио је предност током узнемирујућег стања и заузео Индрапуру 983. године, прогласио се краљем Чампе 986. године и разбио краљевство Чам. У Виџаји (данашњи Бин Дин) са југа, нова хиндуистичка династија је основана 989. године и преместила престоницу Чама у Виџају 1000. године.
Чампа и Кмерско царство у настајању водили су ратове једни против других од 10. до 13. века. Кмери су први напали Чампу у Каутари (Хан Хоа) 950. године. Године 1080. напали су Виџају и централну Чампу. Чами под Хариварманом IV покренули су контраофанзиву против Кмера и опљачкали храмове источно од реке Меконг. Тензије су ескалирале током следећег века. Сурјаварман  из Кмерског царства напао је Чампу 1145. и 1149. године након што је чамски владар Индраварман одбио да се придружи кампањи Кмера против Вијетнамаца. Веровало се да је Сурјаварман II погинуо током рата против Чампе 1150. године. Године 1177. чамски краљ Џаја Индраварман  предводио је изненађени напад на престоницу Кмера Јасодарапуру (Ангкор) и поразио их у бици код Тонле Сапа.
Нови кмерски владар, Џајаварман , дошао је на власт, одбио Чаме и започео освајање Чампе 1190. године. Коначно је победио Чаме 1203. и ставио Чампу под власт Кмера на 17 година. Године 1220, када су се Кмери добровољно повукли из Чампе, чамски принц по имену Ангсараја је прогласио се као краљ Џаја Парамесваравармана  од Чампе и повратио независност Чама.
Чампа је проширила своју трговину на Филипине 1200-их. „Историја о Сонгу” бележи да је источно од Чампе, кроз дводневно путовање, лежала земља Ма-и, у Миндору, на Филипинима; док до Пу-дуана (Бутуан) на Минданаоу, треба седмодневно путовање, а било је помена чамских комерцијалних активности у Бутуану. Бутуан је негодовао због комерцијалне превласти Чампе и њиховог краља, Раџа Килинг је предводио дипломатско ривалство за трговину Кине против хегемоније Чампе. У међувремену, у нацији будућег султаната Сулу који је до тада још увек био хинду, дошло је до масовне миграције мушкараца из Чампе и били су локално познати као Оранг Дампуан, и изазвали су сукобе (који су тада решени) са локалним Сулу народом. Они су постали преци локалног народа Јакана.

## 20. век
Почетак двадесетог века Вијетнам дочекује као део колонија Републике Француске тзв. Француска Индокина. Француска је донела поред језика и културе своју Католичку религију која ће касније бити велики проблем. Испоставило се судбоносне године за будућност народа биле су четрдесете, када Јапанци врше протеривање Француског окупатора, али притом заводе још већи терор над Вијетнамцима. Идеја за обнављањем државности се коначно могла реализовати па се организује покрет отпора који се супротставља Јапанском агресору отпор предводи Хо Ши Мин (рођен као Нгуен Син Кунг) који је био и шеф Комунистичке партије Вијетнама. Парадоксално Вијетконг - (Народни фронт за ослобођење Јужног Вијетнама) (које је његово право име, а не америчко пропагандно име Вијетнамски Комунисти скраћено Вијет Конг) оружје и опрему допремају Американци. Након пораза Јапанске царевине 2. септембра 1945. Вијетнам прокламује независност али га Француска поново запоседа. Новембра 1946. Хо Ши Мин одлази у Париз на разговоре о Француском повлачењу из Вијетнама. Француска одбија било какво повлачење те од тог тренутка почиње рат.

### Први Вијетнамски рат
У прво време Вијетконг врши саботаже, организује штрајкове онемогућавајући нормалан живот окупаторима из Европе, али са победом кинеске револуције 1949. и подршком коју им је пружио Мао Це Дунг, али и СССР стварају се услови за несметано снабдевање оружјем са свим социјалистичким земљама те Вијетконг постаје права војска која 1952. у децембру заузима долину Дијен Бијен Фу, чиме се француска војска у Вијетнаму нашла одсечена од остатка својих трупа у Индокини, те без већих проблема Вијетнамци враћају долину у своје руке и граде тамо базу, али су тиме упали у клопку. Вијетконг децембра 1952. припрема акцију која почиње 13. марта 1953. Већ 17. марта 1953. у бази је погиниуло 2500 Француза. Аеродром у долини потпуно је онеспособљен 28. марта 1953, а 30. марта 1953. база остаје без веза са спољашњим светом. Тако да је 7. маја 1953. у 17:30 база Дијен Бијен Фу пала у руке Вијетконга, 10.000 (амерички извор) француских војника одведено је у заробљеништво из којег се сваки други вратио. Овај пораз произвео је стравичан ефекат чији је резултат био повлачење француске војске из Индокине.
У таквим условима омогућено је и потпуно осамостаљење те Хо Ши Мин 11. октобар 1954. године у Ханоју проглашава Демократску Републику Вијетнам али под утицајем великих Западних сила а посредством Ватикана, на југу се проглашава Република Вијетнам исте године. Ово је значило грађански рат у који су се опет умешали спољни фактори што је довело до присилне деобе земље. 8. маја 1957. договором између САД, Уједињеног Краљевства, Француске и СССР Вијетнам је подељен 17. паралелом на Северни и Јужни. Председник Јужног Вијетнама Нго Дијем (који је имао Пол Потовске методе затварања сеоског становништва у велике логоре да би их заштитио од комуниста о чему пише и Хенри Кисинџер) састао се исте године са америчким председником Двајтом Ајзенхауером тражећи заштиту и гранције САД да ће режим у Сајгону опстати.

### Други Вијетнамски рат
Јужни Вијетнам се већ крајем педесетих љуљао, читав народ је у побуни. Већ 1959. у Ханоју је донета одлука да се крене у оштрију борбу против Југа. Сједињене Амеичке Државе помно прате ситуацију и кују план интервенције. Ослобађање многих предграђа јужновијетнамске престонице Сајгона од стране Вијетконга даје повод те САД напада 1961. године. Мир се међутим није могао никако успоставити, унутрашњи немири почињу да раздиру Јужни Вијетнам тако да маја 1963. Католичка црква забрањује верска обележја већинских Будиста што доводи до огромних немира у којима страда 40-оро демострана. Нереди кулминирају самоспаљивањем осморице будистичких свештеника. Августа 1963. војни пуч у Сајгону убијен председник Дијен, а марта 1965. Америчка војска окупира Јужни Вијетнам на власт долази председник Донг Ван Мин. Од 1965. до 1971. на снази је тзв. Операција помирење за време које је требало убедити Вијетнамце да су Американци ослободиоци. Али села Мин Лај, Сун Мај и друга говоре само о убијању невиних цивила (о сличним догађајима пише и Рон Ковик у својој књизи Рођен четвртог јула).
Економска помоћ Југу стиже из САД, али ни то не смирује народ који излази на улице Да Нанга 1966. захтевајући одлазак америчког окупатора протести су угушени у крви. У новембра 1967. 500.000 америчких војника је у Јужном Вијетнаму, а исте године у Сајгон долази председник САД Линдон Џонсон опет са причама да ће Америка да сачува Јужни Вијетнам. Међутим отпор рату расте и у САД октобра 1967. организује се Марш на Пентагон Џонсон је отпутовао децембра месеца у Аустралију и тамо га је сачекала гневна омладина. Да би некако онемогућили улазак Вијетконга у Јужни Вијетнам Американци бомбардују џунгле у Лаосу. Те џунгле Американци зову Пут Хо Ши Мина.

### Офанзива ТЕТ
Отпор Вијетнамаца је доживео свој врхунац 1968. године када је преко 80 градова у унутрашњости Јужног Вијетнама ослобођено. Офанзива Тет је иначе почела 31. јануара 1968. на Вијетнамску нову годину што је до темеља уздрмало трупе САД. У Сајгону Вијетконг заузима амбасаду САД, напада аеродром, ослобађа кинеско предграђе Чо Лан и још неколико малих вароши на периферији Сајгона. Да би спречили пад Сајгона Американци га бомбардују. Догађаји на северу Јужног Вијетнама су још драматичнији ослобођена је стара престоница Хуе, а у опсади се нашла америчка база Кеи Сан. Вијетконг напредује даље на југ и 7. фебруара 1968. ослобађа Ланг Веј, али поновна окупација Ланг Веја и потпуно разбијање опсаде Кеи Сана 6. априла 1968. ипак је ставило до знања да ће рат још потрајати. Американцима су нанете велике жртве што је повећавало отпор грађана САД према рату до 1968. Америчка војска остала је без 30000 војника. Америка покушава да одговори, те 1. маја 1968. покушава да окупира и Камбоџу, али Вијетконг пресреће америчке снаге и уништава их у џунглама. Тим је отклоњена могућност да САД спрече инфилтрацију Вијетконга на Југ. Ове године послата је огромна војна помоћ Јужном Вијетнаму. У међувремену у САД убијен је Мартин Лутер Кинг и Роберт Ф. Кенеди да би та 1968. у америци кулминирала огромним антиратним нередима у Чикагу, Лос Анђелесу, Вашингтону и другим градовима.

### Офанзиве и преговори
1969. година није била много боља. Прво на власт долази Ричард Никсон који потом наређује тајно бомбардовање Камбоџе. Никсон одлази у Сајгон и обећава председнику Тјуу вођи Јужног Вијетнама помоћ, али у лето долази нови талас протеста у САД, па 15. октобра 1969. још један. Ово присиљава администрацију САД да почне повлачење из Вијетнама у јулу 1969. У Ханоју 2. септембра 1969. умире Хо Ши Мин. САД су се надале да ће то окончати рат, али Хо Ши Мин је јасно поручио тестаментом да рат мора да се настави до победе над окупатором што је нови председник Леис Ван подржао.
2. маја 1970. на универзитету Кент почињу протести који кулминирају пуцањем у студенте четворо убијених по званичној верзији. О овој и другим акцијама америчке Националне гарде пише у својој књизи амерички ветеран рата Рон Ковик у књизи Рођен четвртог јула. Џејн Фонда (бивша супруга медијског магната Теда Тарнера)у Ханоју држи митинг против рата. 8. фебруара 1971. здружене Америчко-Јужно Вијетнамске снаге упадају у Лаос али Вијетконг поново стаје пред војску САД обарајући авионе, хеликоптере и десеткујући живу силу те се инвазија Лаоса завршила за мање од месец дана. Од априла до јула 1971. у Вијетнаму остаје 40000 америчких војника. Ситуација у Јужном Вијетнаму потпуно измиче контроли.
Да би некако спасао сајгонски режим Никсон наређује бомбардовање Ханоја и луке Хајфонг. 18. децембра 1972. почиње 11-о дневно бомбардовање Ханоја. Америчка певачица Џоан Баез долази у Ханој и пева у сколоништима. Лука Хајфонг је нападнут 22. децембра 1972. Оштећене су амбасаде НР Бугарске, НСР Албаније, Египта, Кубе као и совјетски и кинески бродови. Бомбардовање престаје 29. децембра 1972. Мировни преговори у Паризу који су били неколико пута обнављани па прекидани понови отпочињу 3. јануара 1973. Последња војна помоћ Јужном Вијетнаму упућена је 20. јануара 1973.
Примирје ступа на снагу у поноћ по Гриничу 23. јануара 1973. Мировни споразум потписан је 27. јануара 1973. Идућа 1974. пролази у ишчекивању. Никсона 1974. обарају са власти афером Вотергејт што је за режим у Сајгону значило да је остављен на цедилу. Крајем децембра 1974. Војска Северног Вијетнама спрема акцију ослобођења.

### Крај рата
У пролеће почиње операција. 10. марта 1975. освојени су градови Бан и Тат разбијена војска Југа. Влада Јужног Вијетнама захтева интервенцију војске САД. Америка не чини ништа. Након заузећа града Веја заузет је Да Нанг. Код места званог Зван Лок окупила се разбијена војска Јужног Вијетнама али отпор је било немогуће организовати. Председник Јужног Вијетнама Тју подноси оставку 21. априла 1975. и бежи на Тајван па у САД. В. Д. Председника САД Џералд Форд објављује у Њу Орлеансу крај рата говорећи да је Америка спасила част и победила. Опсада Сајгона почиње 25. априла 1975. Обруч се стегнуо 28. априла 1975. У 16:30h. 29. априла 1975. амбасадор САД бежи из Сајгона са њим иду и дипломате других западних земаља. У 7 часова и 53 минута 30. априла 1975. последњи војници САД напуштају Сајгон и Вијетнам. У 11 часова 30. априла 1975. званично крај ЈУЖНОГ ВИЈЕТНАМА. Сутрадан 1. маја 1975. Сајгон је крштен именом Град Хо Ши Мин а 7. маја 1975. одржана је парада победе чим је рат окончан након 30 година.
1977. проглашена је Социјалистичка Република Вијетнам. У јесен 20. октобра 1977. СР Вијетнам је примљен у чланство УН (чланство нове државе могу да подрже али и да спрече само сталне чланице Савета Безбедности или гласањем у Генералној скупштини ОУН на тај начин што за пријем гласа мање од 2/3 држава света). Никаквих међународних санкција никада није било. Није било дипломатских односа са САД који су имали своје санкције.
Жртве рата су биле огромне. Са Вијетнамске стране оне су биле око 2.000.000 људи (у овај број се рачунају и жртве војске сајгонског режима и цивили) отприлике јер се тачан број не зна. У Америци подаци су конфузни званично се тврди да је погинуло око 58000 војника, док други војни извори тврде да је просечно месечно гинуло по 1000 америчких војника, што значи 12000 годишње помножено са 14 година присуства у Вијетнаму излази дупло више од званичног податка, а у ову цифру се не рачунају они који су долазили у заробљеништво и о којима се ништа ни данас не зна.
Ово није значило ни крај проблема након САД напад на Вијетнам извршава Пол Потова Камбоџа Вијетнамска војска је упала у Камбоџу и збацила Црвене Кмере са власти. Грађански рат у Камбоџи беснео је скоро деценију док Пол није умро.
- Након овога погранични спор са Кином такође је решен ратом до јучерашњих савезника. Непрестални сукоби потпуно су исцрпили економију тако да се у Вијетнаму јавила глад. Угледајући се на кинеске економске реформе Вијетнам уводи тржишну привреду и политику инвестиција са запада што је полако почело да подиже националну привреду. Односи Вијетнама и САД нормализовани су 1995. године посетом председника САД Била Клинтона. Великим слетом у Ханоју 1. маја 2005. прослављено је 60 година победе над Јапанским и 30 година победе над америчким завојевачем. Данас је Вијетнам земља која граби напред спроводећи реформе кинеског типа, али се труди да не заборави своју борбу.